# Dendrobaena
Genre
Synonymes
- Dedrobaena Rosa, 1897[1]

Dendrobaena est un genre de vers de terre de la famille des Lumbricidae et dont l'espèce type est Dendrobaena octaedra, le Lombric à queue octogonale. Originaire du Paléarctique, ce genre s'est exporté sur une grande partie de la planète.
En Europe, ses espèces appartiennent au groupe des épigés et vivent majoritairement dans la litière forestière riche en matière organique sur des sols parfois acides, mouillés et froids à l'instar de Dendrobaena attemsi, D. auriculata, D. illyrica, D. octaedra, et D. pygmea. Quant à D. hortensis et D. veneta, elles sont spécialisées dans la décomposition de l'écorce des arbres et se retrouvent dans le compost,.

## Systématique
Le genre Dendrobaena a été créé en 1874 par le naturaliste américain d'origine suédoise Gustaf Eisen (d) (1847-1940).

## Liste d'espèces
Selon World Register of Marine Species (23 janvier 2022) :
- Dendrobaena alpina (Rosa, 1884)

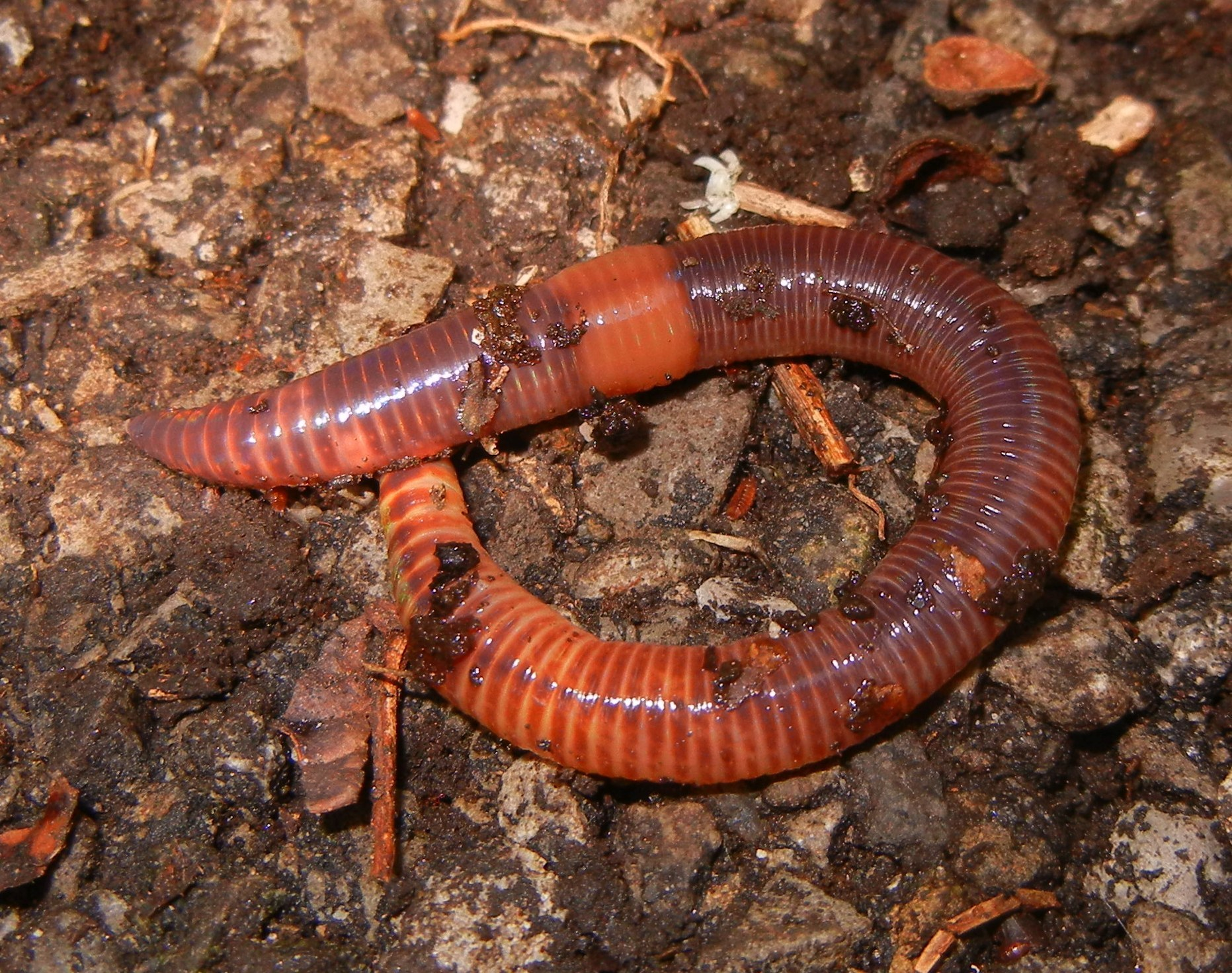
Dendrobaena veneta.

- Dendrobaena attemsi (Michaelsen, 1903)
- Dendrobaena auriculata (Rosa, 1897)
- Dendrobaena byblica (Rosa, 1898)
- Dendrobaena cevdeti Szederjesi, Pavlíček, Coşkun & Csuzdi, 2014
- Dendrobaena cognettii Michaelsen, 1903
- Dendrobaena fridericae Omodeo & Rota, 1989
- Dendrobaena ganglbaueri (Rosa, 1894)
- Dendrobaena hortensis (Michaelsen, 1890)
- Dendrobaena illyrica (Cognetti de Martiis, 1906)
- Dendrobaena karacadagi Szederjesi, Pavlíček & Csuzdi, 2019
- Dendrobaena lumbricoides Bretscher, 1901
- Dendrobaena nevoi Csuzdi & Pavlíček, 1999
- Dendrobaena octaedra (Savigny, 1826)
- Dendrobaena pavliceki Szederjesi & Csuzdi, 2018
- Dendrobaena pentheri (Rosa, 1905)
- Dendrobaena persimilis Omodeo & Rota, 1989
- Dendrobaena pygmaea (Savigny, 1826)
- Dendrobaena ressli Zicsi, 1973
- Dendrobaena riparia Bretscher, 1901
- Dendrobaena succincta (Rosa, 1905)
- Dendrobaena szalokii Szederjesi, Pavlíček, Coşkun & Csuzdi, 2014
- Dendrobaena taurica Szederjesi & Csuzdi, 2018
- Dendrobaena vejdovskyi (Černosvitov, 1935)
- Dendrobaena veneta (Rosa, 1886)

## Publication originale
- (sv) Gustaf Eisen, « Om Skandinaviens Lumbricider », Öfversigt af Kongl. Vetenskaps-Akademiens Förhandlingar, Stockholm, Inconnu, vol. 30,‎ 1873, p. 43-56 (ISSN 1100-4622, OCLC 6303212, lire en ligne).